# Hjortø

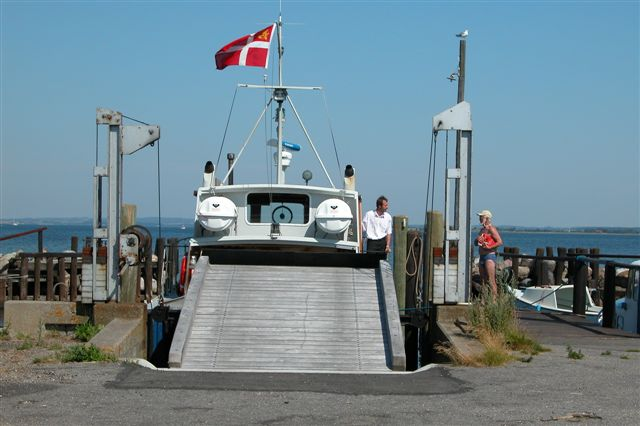
Tàu phà đi Hjortø

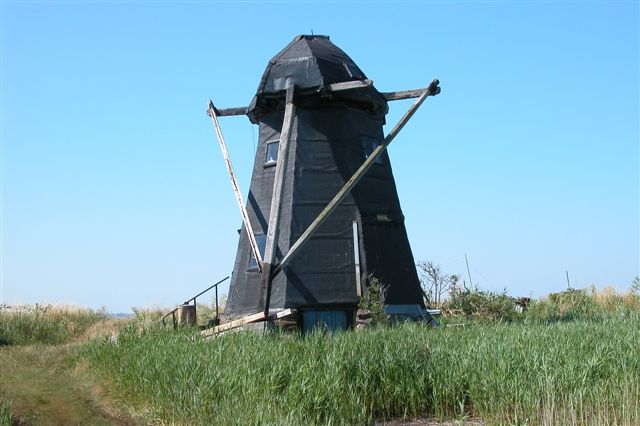
Cối xay gió ở Hjortø

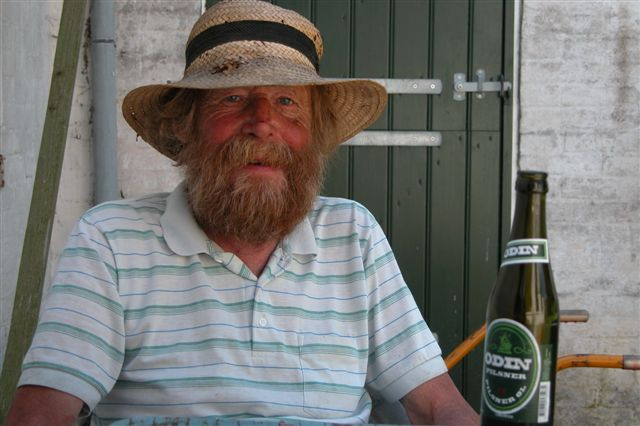
Một người dân Hjortø

Hjortø là 1 đảo nhỏ của Đan Mạch nằm ở phía nam đảo Fyn. Đảo có diện tích là 0,90 km² và có 13 cư dân, sống chủ yếu bằng nghề nông và đánh bắt cá. Bề mặt đảo khá bằng phằng và thấp, điểm cao nhất chỉ có 3,5 m trên mực nước biển, do đó đảo được đắp đê bao chống lụt. Bãi biển chung quanh đảo khá đẹp và nước nông. Hàng năm vào tháng Năm, 5 nông trại trên đảo bầu chọn 1 người trưởng lãơ. Trước kia hàng năm Hjortø đều tổ chức 1 cuộc săn bắn thỏ rừng với sự tham gia của khoảng 100 người đến từ bán đảo Jutland và đảo Fyn.
Về hành chính, đảo trực thuộc thị xã Svendborg và Vùng Nam Đan Mạch.
Về giao thông, có tuyến tàu phà nhỏ chứa được 12 hành khách với 1 xe hơi từ Svendborg (nam đảo Fyn) tới Hjortø mỗi ngày 2 chuyến. 

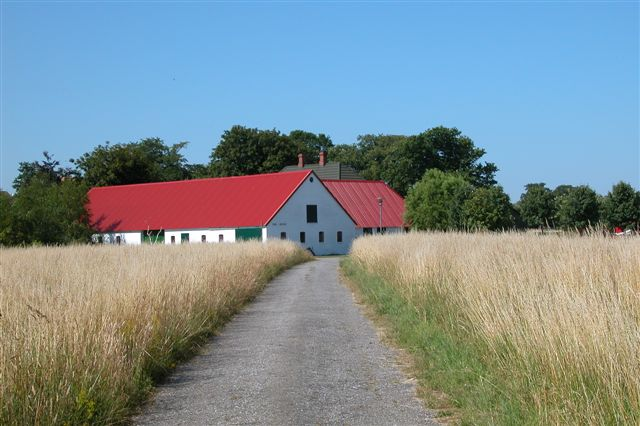
Nhà nông trại ở Hjortø